# Rothschildia paranensis
Rothschildia paranensis är en fjärilsart som beskrevs av Hermann Burmeister 1867. Rothschildia paranensis ingår i släktet Rothschildia och familjen påfågelsspinnare. Inga underarter finns listade.